# Lijst van snelste productieauto's
Dit artikel bevat een overzicht van de snelste productieauto's ter wereld, dat wil zeggen: een lijst van topsnelheden van auto's gemaakt door fabrikanten. Conceptmodellen of gemodificeerde auto's vallen niet in deze categorie. 

## Recordhouders
| Datum | Auto                                  | Snelheid | Opmerking |
| Datum | Auto                                  | km/h     | Opmerking |
| ----- | ------------------------------------- | -------- | --- |
| 1886  | Benz Patent Motorwagen                | 16       | De snelheid was een gok van de ontwerper Carl Benz |
| 1901  | Mercedes 35 hp                        | 85       | |
| 1903  | Mercedes 60 hp                        | 109      | |
| 1921  | Bentley 3 liter Super Sports          | 160      | |
| 1926  | Bentley 4½ Litre                      | 160      | |
| 1929  | Mercedes-Benz SSK Murphy Roadster     | 210      | |
| 1929  | Bentley 4½ Litre Supercharged         | 222,02   | |
| 1932  | Duesenberg SJ                         | 217      | |
| 1935  | Alfa Romeo 8C 2900A                   | 220,5    | |
| 1953  | Pegaso Z-102 Supercharged             | 244,62   | |
| 1954  | Mercedes-Benz 300SL                   | 250      | |
| 1955  | Ferrari 410 Superamerica              | 262,32   | |
| 1955  | Mercedes-Benz 300SLR Uhlenhaut Coupé  | 273,58   | Een straatversie van de 300SLR race-auto |
| 1962  | Ferrari 250 GTO                       | 279,06   | Slechts 36 werden gebouwd |
| 1965  | AC Cobra 427                          | 259      | |
| 1966  | Ferrari 275 GTB/4                     | 266      | |
| 1967  | Ford GT40 Generatie 3                 | 268      | Straatversie van de GT40 race-auto |
| 1968  | Ferrari Daytona GTB/4                 | 281      | |
| 1970  | Monteverdi Hai 450                    | 283      | |
| 1970  | Lamborghini Miura P400 SV             | 288,07   | |
| 1975  | Lamborghini Countach Walter Wolf Tune | 314,9    | Slechts 3 geproduceerd |
| 1984  | Ferrari 288 GTO                       | 304      | |
| 1986  | Porsche 959                           | 317      | |
| 1987  | Ferrari F40                           | 324      | |
| 1987  | RUF CTR                               | 339      | Gemodificeerde Porsche 911 Carrera 3.2 |
| 1991  | Bugatti EB110 GT                      | 340      | |
| 1992  | Bugatti EB110 SS                      | 347,6    | |
| 1993  | Jaguar XJ220                          | 349,2    | |
| 1994  | Schuppan 962CR                        | 370      | |
| 1994  | McLaren F1                            | 371      | Met toerenlimiet |
| 1998  | McLaren F1                            | 386,4    | Zonder toerenlimiet |
| 2005  | Koenigsegg CCR                        | 387,87   | |
| 2005  | Bugatti Veyron                        | 408,47   | |
| 2007  | SSC Ultimate Aero TT                  | 411,76   | Op 9 oktober 2007 erkend als de snelste productieauto door Guinness World Records                                                                                                   |
| 2010  | Bugatti Veyron Super Sport            | 431,072  | Gemiddelde snelheid van twee runs (427,933 en 434,211 km/u), gereden op de testbaan van Volkswagen nabij Wolfsburg. Erkend als de snelste productieauto door Guinness World Records |
| 2017  | Koenigsegg Agera RS                   | 446,97   | Gemiddelde snelheid van twee runs (436,44 en 457,49 km/u), gereden op een afgesloten stuk US Highway 160 nabij Pahrump, Nevada.                                                     |